# پهن‌نوک‌های آفریقایی
پهن‌نوک‌های آفریقایی (نام علمی: Smithornis) نام یک سرده از تیره پهن‌نوکان نمادین است.

## گونه‌ها
- پهن‌نوک آفریقایی (Smithornis capensis)
- پهن‌نوک پهلوحنایی (Smithornis rufolateralis)
- پهن‌نوک سرخاکستری (Smithornis sharpei)